# Площа Платова (Новочеркаськ)
Площа Платова — площа в центрі міста Новочеркаська Ростовської області.

## Історія
Складаючи план міста, перший архітектор Новочеркаська Франц де Волан розмістив у центрі міста велику площу, обмежену чотирма вулицями, нині носять назви Александровська, Пушкінська, Атаманська і Платовський проспект. Площа поступово забудовувалася. 18 травня 1805 року на площі закладено будівлю Гостинного двору, призначену для торгівлі. Спочатку сама площа називалася площею Гостинного двору.
В. Броневський у своїй книзі «История Донского войска. Описание Донской земли и Кавказских минеральных вод» (1834) описує площу, як пусте місце з ділянкою під публічний сад. Головною будовою площі був глухий, без вікон, гостинний двір, споруджений нашвидку.

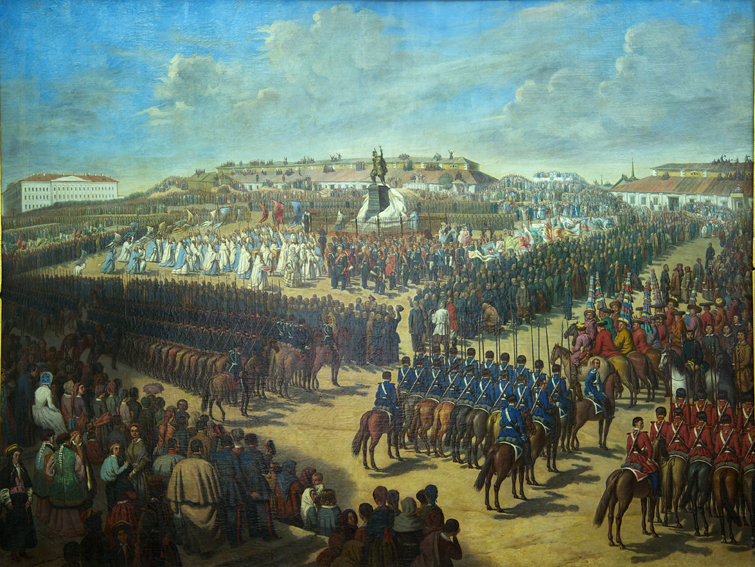
Карл Мазер. Відкриття пам'ятника Платову на Олександрівській площі

У 1841 році вулицями і площами Новочеркаська надані офіційні назви. Площа Гостинного двору отримала назву Олександрівська на честь відвідин «Війська Блаженної пам'яті Государем Імператором Олександром Благословенним». У травні 1853 року на площі відбулася церемонія відкриття пам'ятника отаману М.І. Платову (скульптори А.А. Іванов, Н.А. Токарєв, П.К. Клодт).
До цього часу на площі знаходилися: побудований в 1844 році будинок, який включав обласне правління і окружний суд, дерев'яні лавки гостинного двору, дерев'яну Олександрівську церкву, древній курган.
Пізніше дерев'яні лавки гостинного двору були розібрані, на їх місці в 1857 році були побудовані кам'яні будівлі торгових рядів (архітектор І.О. Вальпреде). У 1860 році біля Олександрівського саду почали будувати Отаманський палац, для розміщення в ньому наказного отамана і приїзду в місто "Высочайших Особ".
У ХІХ столітті Олександрівська площа замощена бруківкою. В кінці XIX – початку ХХ століть видані листівки з видами Новочеркаська. На одній з них була фотографія з видом на Олександрівську площу.
В даний час площа Платова залишається головною площею Новочеркаська. На ній проводяться міські свята та фестивалі.